# Schlomo Winninger

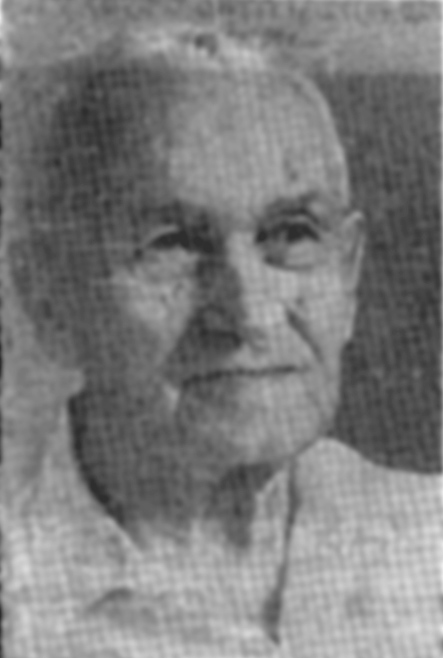
Salomon Wininger

Schlomo Winninger (1877, Gura Humorului, Bucovina-1968, Israel) fue un biógrafo judío austríaco. 
Antes de la Primera Guerra Mundial, vivía en Chernivtsi y se movió a Viena, donde empezó a escribir biografías de unas 18.000 personas judías famosas, por lo que se le considera el mejor biógrafo judío de todos los tiempos.

## Obra
- Lexicon der Judischen National Biographie
- Gura Humora: Geschichte einer Kleinstadt in der Sudbukovina

- Datos: Q113323
- Multimedia: Salomon Wininger / Q113323